# Plagiobrissus
Genre
Plagiobrissus est un genre d'oursins irréguliers de la famille des Brissidae (ordre  des Spatangoida).

## Caractéristiques
Ce sont des oursins irréguliers dont la bouche et l'anus se sont déplacés de leurs pôles pour former un « avant » et un « arrière ». La bouche se situe donc dans le premier quart de la face orale, et l'anus se trouve à l'opposé, tourné vers l'arrière. La coquille (appelée « test ») s'est également allongée dans ce sens antéro-postérieur.
Le test est ovale et très aplati dorsalement, avec ou sans sulcus antérieur.

Le disque apical est ethmolytique, portant quatre gonopores.

L'ambulacre antérieur est étroit et légèrement enfoncé ; les paires de pores sont petites, simples et isopores, et les plaques sont presque aussi hautes que larges adapicalement.

Les autres ambulacres sont étroits et enfoncés, la dernière paire formant un angle obtus, et les postérieurs courbés vers l'extérieur. Les pétales sont parallèles et peu écartés, et se terminent distalement par des plaques occludées.

Le périprocte est large.

Le péristome est plus large que long, en forme de haricot, et tourné à 45° vers l'avant et le bas. 

La plaque labrale est courte et large, et largement en contact avec les deux plaques sternales. Ces plaques sont longues et étroites, et ont les côtés parallèles. Les deux plaques épisternales sont larges et mesurent environ les deux tiers de la longueur des sternales, constituant la partie postérieure du plastron. La jonction sternale-épisternale est concave, formant une courte pointe à l'arrière. Les post-épisternales forment une paire.

Les zones ambulacraires postérieures de la face orale sont subparallèles et étroites. La plaque ambulacraire no 6 s'étend jusqu'à pénétrer le fasciole subanal.
Les radioles primaires et les tubercules sont communs à l'intérieur du fasciole péripétaleux (ce qui distingue ce genre du proche Metalia). Les tubercules ne sont pas enfoncés. Le plastron est entièrement tuberculé.

Le fasciole subanal est bien développé, en forme de bouclier pourvu de branches anales et contenant 4 podia de chaque côté. Le fasciole péripétaleux est bien développé également.
Ce genre semble être apparu à l'Éocène, et demeure répandu dans l'Atlantique.

## Liste des espèces
Selon World Register of Marine Species (5 janvier 2015) :
- sous-genre Plagiobrissus (Rhabdobrissus) Cotteau, 1889
  - Plagiobrissus costae (Gasco, 1876) -- Méditerranée
  - Plagiobrissus jullieni (Cotteau, 1889) -- Afrique de l'ouest
  - Plagiobrissus pacificus H.L. Clark, 1940 -- Pacifique centre-est (Panama)
- Plagiobrissus abeli Reidl, 1941 †
- Plagiobrissus abruptus Arnold & H. L. Clark, 1927 †
- Plagiobrissus africanus (Verrill, 1871) -- Afrique de l'ouest
- Plagiobrissus costaricensis Durham, 1961a †
- Plagiobrissus elevatus Arnold & H. L. Clark, 1927 †
- Plagiobrissus grandis (Gmelin, 1791) -- Caraïbes
- Plagiobrissus lamberti Jeannet, 1928a †
- Plagiobrissus latus Arnold & H. L. Clark, 1927 †
- Plagiobrissus malavassii Durham, 1961a †
- Plagiobrissus perplexus Arnold & H. L. Clark, 1927 †
- Plagiobrissus robustus Arnold & H. L. Clark, 1927 †

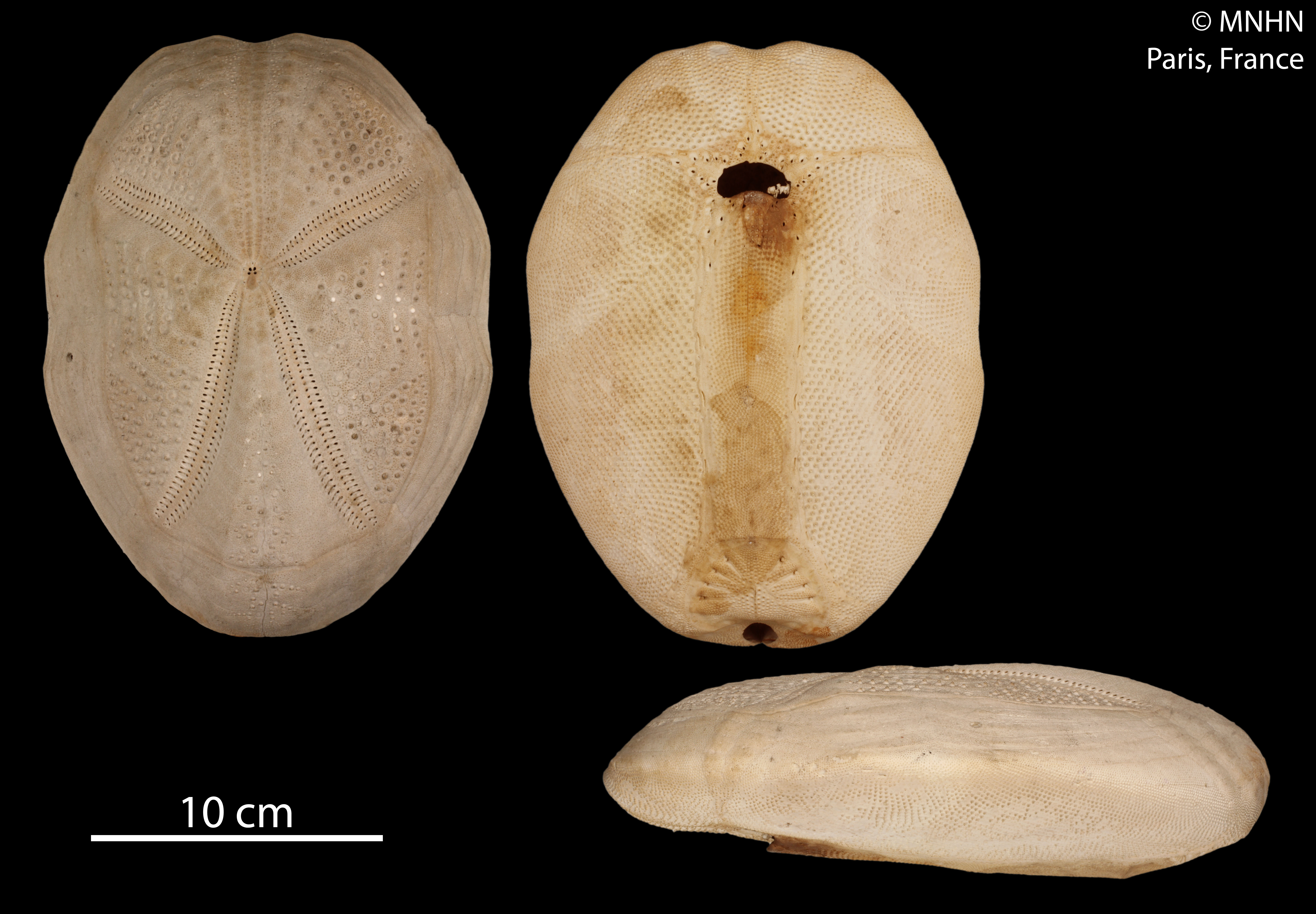
Plagiobrissus grandis (MNHN).
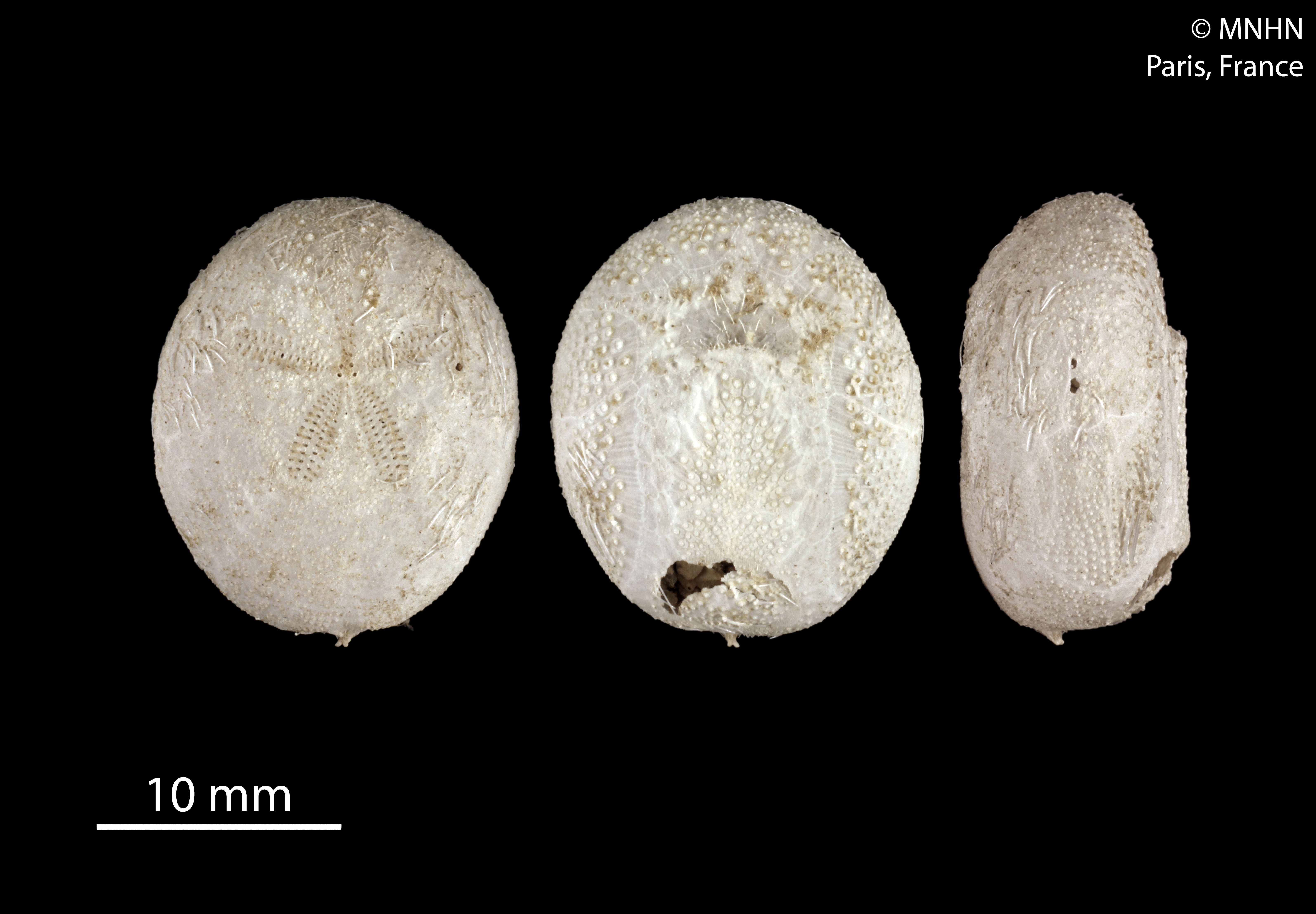
Plagiobrissus jullieni (MNHN).